# Anders Jahan Retzius
 (mai 2024).
Pour les articles homonymes, voir Retzius.
Anders Jahan Retzius ou Andreas Johann Retzius est un botaniste, un chimiste et un entomologiste suédois, né le 3 octobre 1742 à Kristianstad, mort le 6 octobre 1821 à Stockholm.

## Biographie

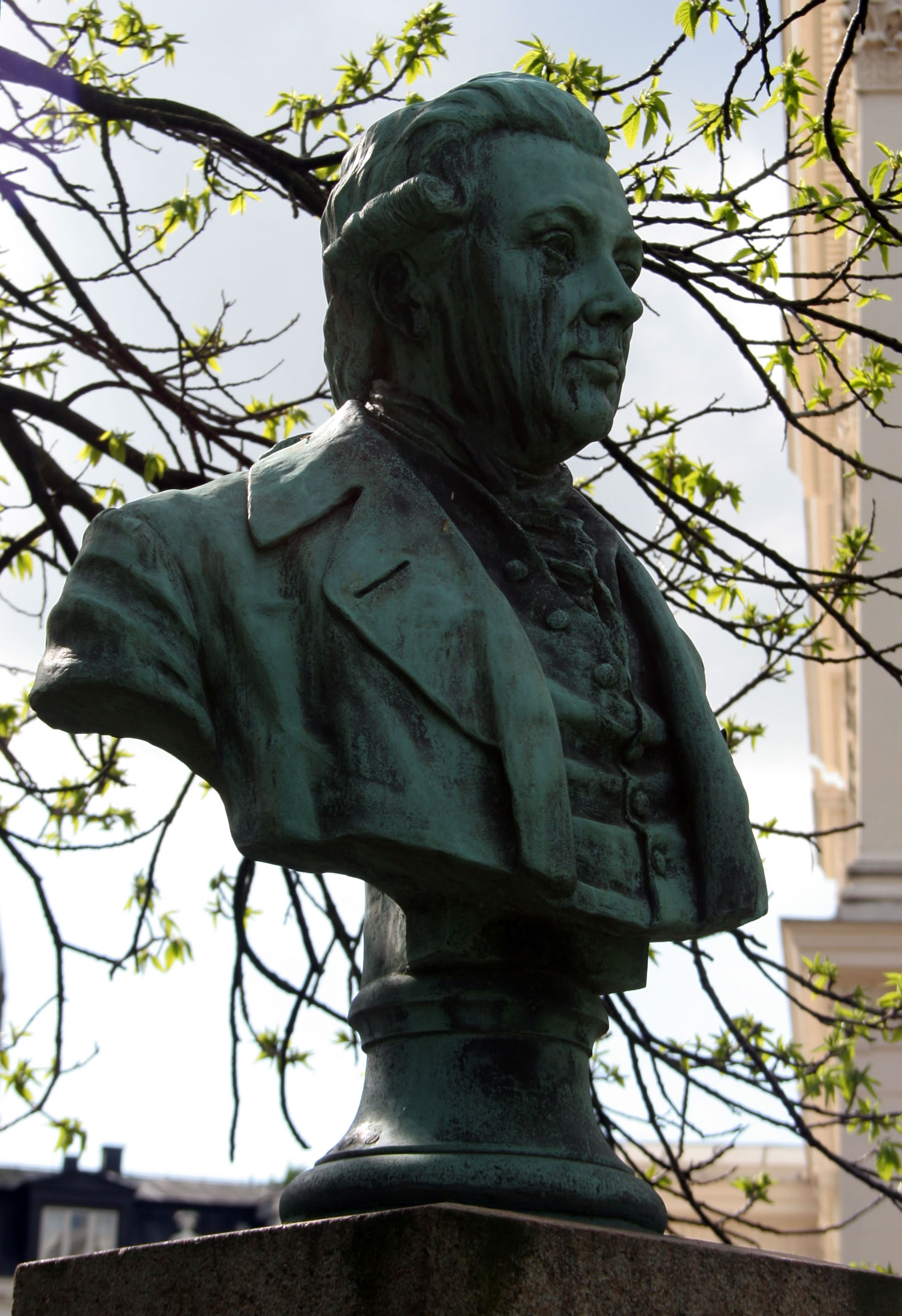
Buste d'Anders Jahan Retzius, devant le bâtiment principal de l'université de Lund

Anders Jahan Retzius s'inscrit à l'université de Lund en 1758 et obtient un magister de philosophie en 1766. Il reçoit également une formation d'apothicaire. Il obtient en 1766 un poste de Privatdozent en chimie et d'histoire naturelle en 1767. Professeur extraordinaire en histoire naturelle en 1777, il occupe alors diverses chaires consacrées à cette discipline et enseigne également l'économie et la chimie jusqu'à sa retraite en 1812.

## Œuvres
Anders Jahan Retzius décrit de nombreuses espèces d'insectes et réalise d'importants travaux sur leur classification.
Il a décrit une espèce minérale l'aedelforsite à partir d'échantillons d'Aedelfors (Suède). Ce minéral lui avait alors été dédié (retzite) avant qu'Armand Dufrénoy ne montre qu'il s'agissait en fait d'une stilbite.

## Descendants et élèves
Anders Jahan Retzius est le père de l'anatomiste et anthropologue Anders Adolph Retzius (1796–1860) et le grand-père du biologiste Gustaf Magnus Retzius (1842–1919).
Parmi les élèves d'Anders Jahan Retzius, il faut citer le botaniste Carl Adolph Agardh (1785-1859), le zoologiste et l'archéologue Sven Nilsson (1787-1883), le botaniste et entomologiste Carl Frederick Fallén (1764-1830) et l'entomologiste Johan Wilhelm Zetterstedt (1785-1874). Anders Jahan Retzius exerce aussi une grande influence sur le botaniste Elias Magnus Fries (1794-1878) qui arrive à Lund alors que Retzius était déjà âgé.

## Publications principales
- Inledning till djurriket (1772),
- Observationes botanicae (fol.; tr. i Leipzig 1778-91),
- Florae Scandinaviae prodromus (2 bd, 1779; 2:a uppl. 1795),
- Lectiones publicae de vermibus intestinalibus (1784),
- Försök till mineralrikets uppställning (1795; tysk översättning. 1798),
- Faunae Sueciae a Linné inchoatae pars I (Leipzig, 1800),
- Försök till en flora oeconomica (2 dlr, 1806-07).